# Heinz Donhauser

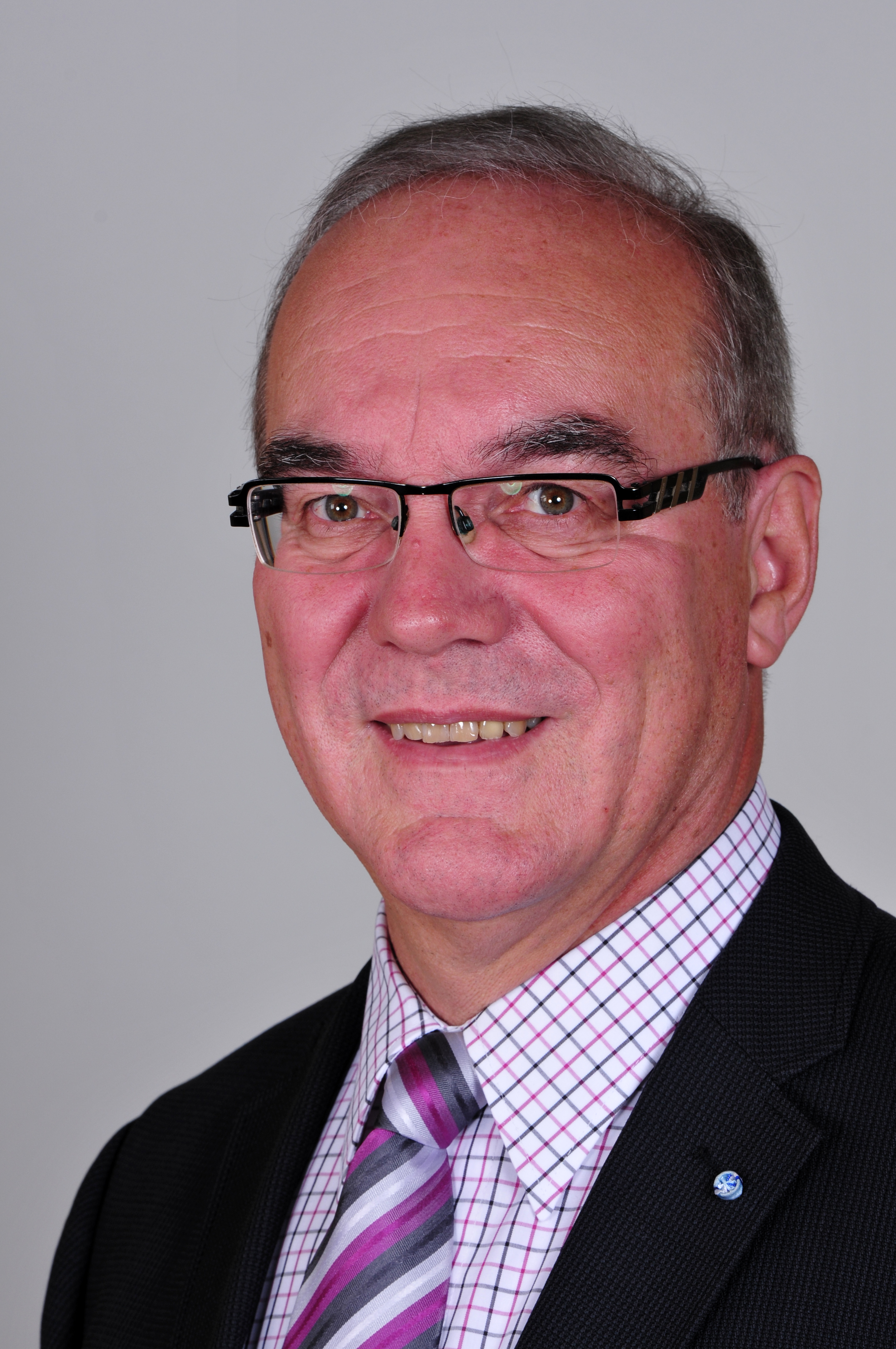
Heinz Donhauser 2012

Heinz Donhauser (* 22. Juni 1951 in Amberg-Raigering) ist ein bayerischer Politiker (CSU) und ehemaliger Abgeordneter des Bayerischen Landtags.

## Leben und Beruf
Nach dem Schulabschluss im Jahre 1965 absolvierte Heinz Donhauser eine Lehre als Elektriker in der Luitpoldhütte AG. Von 1969 bis 1973 schloss er ein Ingenieurstudium mit dem Schwerpunkt Energietechnik an, das er als Dipl.-Ingenieur (FH) abschloss. Zwischen 1973 und 1976 folgte ein Studium für das Höhere Lehramt an beruflichen Schulen (Fächerverbindung: Elektrotechnik, Informatik und katholische Religionslehre) an der Universität Erlangen-Nürnberg.
Zwischen 1976 und 1990 arbeitete er als Lehrer an der Berufs- und Berufsaufbauschule Weiden und an der Staatlichen Berufs- und Berufsaufbauschule Amberg, zuletzt als Oberstudienrat.
Donhauser ist katholisch, verheiratet und hat zwei Kinder.

## Politik
Heinz Donhauser begann sein politisches Engagement in der Jungen Union, deren Kreisvorsitzender Amberg-Stadt er in den Jahren 1978 bis 1984 war.
Er ist Mitglied der CSU und war dort zwischen 1988 und 2005 Vorsitzender des CSU-Kreisverbandes Amberg-Stadt. Für seine Verdienste wurde er zum Ehrenkreisvorsitzenden ernannt. Von 1984 bis 2014 war er Stadtrat in Amberg.
Von 24. Oktober 1990 bis 7. Oktober 2013 gehörte Donhauser für den Stimmkreis Amberg-Sulzbach dem Bayerischen Landtag an und war dort Mitglied des Ausschusses für Bildung, Jugend und Sport. Er koordinierte in der Fraktion die Themen der beruflichen Bildung.

## Sonstige Ämter
Donhauser ist Erster Vorsitzender des Anstaltsbeirats der Justizvollzugsanstalt Amberg, seit 2003 Medienrat der Bayerischen Landeszentrale für neue Medien und ist dort Mitglied im Technikausschuss sowie stellvertretender Vorsitzender im Hörfunkausschuss und Mitglied im beschließenden Ausschuss. Zwischen 1998 und 2003 war er Sprecher des parlamentarischen Beirats der Landeszentrale für politische Bildung. Er war 1980 bis 1988 1. Vorsitzender der Elternschule Amberg e.V. und Mitinitiator des Modellprojekts „Familien helfen Familien“, 1994 bis 2003 Gründungsvorsitzender des Vereins „Bürgernetz für den Landkreis Amberg-Sulzbach und die Stadt Amberg e.V.“ sowie des zugehörigen Fördervereins und 1998 bis 2000 Vorsitzender des Fachbeirats für das Projekt „e-mobil – Chancen im 21. Jahrhundert“;

## Kontroverse
Von 2007 bis 2010 war Donhauser Aufsichtsratsmitglied bei der Medi-Globe Corporation. 2009 wurde der CEO der Medi-Globe Corporation vor dem Landgericht München II wegen Betrugs und Steuerhinterziehung angeklagt. Der Richter legte bei der Urteilsverkündung offen, dass ihn Donhauser am 10. Juni 2009 angerufen habe, um eine „günstige Lösung herbeizuführen“. Donhauser wurde dafür vom Präsidium des Bayerischen Landtags weder gerügt noch anderweitig gemaßregelt. Auch der von ihm vorher nicht angegebene Aufsichtsratsposten hatte keine Folgen.

## Ehrungen und Auszeichnungen
- 2001 Ehrenmedaille des Landkreises Amberg-Sulzbach
- 2006 Justizmedaille der Bayerischen Staatsregierung[6]
- 2006 Bayerische Verfassungsmedaille in Silber[7]
- 2007 Ehrenkreuz in Gold für Verdienste im Feuerlöschwesen
- 2008 Bayerischer Verdienstorden[8]
- 2013 Medaille in Silber für die Verdienste um die kommunale Selbstverwaltung[1]